# Samsung Galaxy A13
El Samsung Galaxy A13 es un teléfono inteligente Android fabricado por Samsung Electronics. El modelo 4G LTE se anunció el 4 de marzo de 2022 mientras que el modelo 5G se anunció el 2 de diciembre de 2021. El teléfono tiene una configuración de cámara cuádruple con una cámara principal de 50 MP, una pantalla HD+ de 6,6 en (175 mm.) y una batería Li-Po de 5000 mAh. Se produce con Android 12.

## Especificaciones

### Hardware

#### Galaxy A13
El Galaxy A13 es un smartphone con una forma de factor tipo pizarra, cuyo tamaño es de 165,1 × 76,4 × 8,8 mm. y pesa 195 gramos. Los marcos laterales y la parte trasera están hechos de plástico.
El dispositivo está equipado con la conectividad GSM, HSPA y LTE y Wi-Fi 802. a/b/g/n/ac con Bluetooth 5, soporte para Wi-Fi Direct y hotspot.0 con A2DP y LE, GPS con A-GPS, BDS, GALILEO y GLONASS y NFC (solo en algunos mercados). Dispone de un puerto USB-C 2.0 y una entrada de audio jack de 3,5 mm.
Tiene una pantalla táctil de 6,6 pulgadas en diagonal, pantalla TFT LCD Infinity-V con una relación de 20:9, esquinas redondeadas y resolución FHD+ de 1080 × 2408 píxeles (densidad de 400 píxeles por pulgar). Admite la frecuencia de actualización de 90 Hz. Como protección usa Gorilla Glass 5.
La batería de polímero de litio de 5000 mAh soporta la carga rápida de 15W y es no extraíble por el usuario.
El chipset es el Samsung Exynos 850. Su memoria interna es eMMC tipo 5 de 32/64/128 GB, mientras que la RAM es de 3/4/6 GB (según el modelo seleccionado).
El sensor para el escaneo de huellas digitales se integra en el botón de ignición/visualización.
Su cámara trasera tiene 4 sensores posicionados verticalmente, una cámara principal de 50 megapíxeles con f/1,8, una con 5 MP ultra-grandandular, una con 2 MP macro y otra con 2 MP f/2,0 profundidad .El primero está equipado con un enfoque automático, modo HDR y modo Flash LED, capaz de grabar hasta 30 fotogramas de vídeo HD completos por segundo, mientras que la cámara frontal es de 8 MP y grabar video en Full HD a 30 fps.

#### Galaxy A13 5G
El Galaxy A13 5G es un smartphone con una forma de factor tipo plano, cuyo tamaño es de 164,5 × 76,5 × 8,8 mm. y pesa 195 gramos. Los marcos laterales y la parte trasera están hechos de plástico.
El dispositivo está equipado con la conectividad GSM, HSPA, LTE y 5G, Wi-Fi 802.A/b/g/n/ac con Bluetooth 5, soporte para Wi-Fi Direct y hotspot.0 con A2DP y LE, GPS con A-GPS, BDS, GALILEO y GLONASS y NFC (solo en algunos mercados). Dispone de un puerto USB-C 2.0 y una entrada de audio de 3,5 mm.
Tiene una pantalla táctil de 6,5 pulgadas en diagonal, pantalla tipo IPS LCD Infinity-V con una relación de 20:9, esquinas redondeadas y resolución HD+ de 720 × 1600 píxeles (densidad de 270 píxeles por pulgar). Admite la frecuencia de actualización de 90 Hz.
La batería de polímero de litio de 5000 mAh soporta la carga rápida adaptativa a 15W y no es extraíble del usuario.
El chipset es una dimensión MediaTek 700 5G. Memoria interna, eMMC de tipo 5. Una versión es 64 GB, mientras que la RAM es 4 GB.
Su cámara trasera cuenta con 3 sensores colocados verticalmente, una cámara principal de 50 megapíxeles con f/1 ventilador .8, una con 2 MP macro y otra con 2 MP f/2 de profundidad. La cámara cuenta con un enfoque automático, HDR y modo flash led, capaz de grabar hasta 30 fotogramas por segundo de video en Full HD, mientras que la cámara frontal es de 5 MP y graba video en Full HD a 30 fps.

### Software
El sistema operativo es Android 12 con One UI 4.1, recibiendo en 2023 la actualización a Android 13 con One UI 5.0.

## Recepción
The Verge señaló que el dispositivo era una buena opción presupuestaria y dijo que tenía una buena duración de la batería y el rendimiento, pero una pantalla y cámara más débiles.